# Portada/efemèride gener 25
Josepa Cucó i Giner
« 24 de gener · 25 de gener · 26 de gener »